# Grands officiers d'État
Pour les articles homonymes, voir Grand officier.
Ne doit pas être confondu avec Grands offices d'État.
Les grands officiers d'État (en anglais : Great Officers of State) sont les ministres traditionnels de la Couronne du Royaume-Uni. Ils sont les hautes personnalités britanniques non royales les plus haut placées dans l'ordre de préséance.
Leur statut résulte soit d'un héritage, soit d'une nomination pour l'exercice d'un certain nombre de fonctions cérémoniales. Des systèmes distincts existent en Angleterre, au pays de Galles et en Écosse. Un tout autre système existe en Irlande avant son indépendance. Beaucoup de grands officiers voient leurs fonctions devenir principalement honorifiques, car il est un temps où ils ont tellement d'influence que la Couronne doit reprendre ou disperser leurs pouvoirs.

## Angleterre et pays de Galles

### Grands officiers de l'Angleterre et du pays de Galles
| Préséance | Titre                                                     | Occupant le 5 juillet 2024             | Observations |
| --------- | --------------------------------------------------------- | -------------------------------------- | --- |
| 1         | Lord grand intendant (Lord High Steward)                  | Vacant                                 | Nommé à l'occasion d'un couronnement. Dernier titulaire : Gordon Messenger en 2023. |
| 2         | Lord grand chancelier (Lord High Chancellor)              | Shabana Mahmood                        | Secrétaire d'État à la Justice. Gardien du Grand sceau du Royaume-Uni. |
| 3         | Lord grand trésorier (Lord High Treasurer)                | Commission                             | Le lord grand trésorier est traditionnellement à la tête du Trésor de Sa Majesté. Cependant, depuis le XVIIe siècle, cette fonction est de plus en plus souvent détenue par une commission de plusieurs individus, titrés lords du Trésor. |
| 4         | Lord président du Conseil (Lord President of the Council) | Lucy Powell                            | Préside le Conseil privé. |
| 5         | Lord du sceau privé (Lord Privy Seal)                     | Angela Smith                           | Leader de la Chambre des lords. |
| 6         | Lord grand chambellan (Lord Great Chamberlain)            | Rupert Carington                       | Office héréditaire partagé entre certains héritiers du 3e duc de Kesteven et Ancaster selon le principe de moiety. Le marquis de Cholmondeley détient la moitié de la charge, tandis que différents cousins en détiennent des fractions allant d'1/100 à 1/4. La fonction tourne entre les héritiers selon un système de rotation et change à chaque changement de monarque. Le tour de chaque héritier revient d'autant plus souvent dans la rotation que sa fraction est importante. Responsable du palais de Westminster. Porte l'épée d'apparat aux cérémonies d'ouverture et de fermeture du Parlement. |
| 7         | Lord grand connétable (Lord High Constable)               | Vacant                                 | Le poste est réinstauré pour les couronnements. Dernier titulaire : Anthony Radakin en 2023. |
| 8         | Comte-maréchal (Earl Marshal)                             | Edward Fitzalan-Howard, duc de Norfolk | Fonction héréditaire détenue par les ducs de Norfolk. |
| 9         | Lord grand amiral (Lord High Admiral)                     | Vacant                                 | Commandant en chef de la Royal Navy. Sa fonction est aujourd'hui purement honorifique, puisqu'il ne prend part à aucun conseil de décision de la Navy ou du ministère de la Défense. |

### Historique
Certaines fonctions sont attribuées, alors que d'autres sont issues d'un héritage.
Le titre de Grande Intendance (Lord High Steward) est tenu par les comtes de Leicester jusqu'en 1399 lorsque le porteur du titre devient souverain (Henri IV d'Angleterre). Depuis 1421, le titre de Lord Grand Intendant est généralement attribué temporairement soit pour un jour de couronnement, soit pour les procès des pairs (avant 1948). La fonction de lord grand chambellan est aussi héréditaire, initialement tenue par les comtes d'Oxford. Plus tard, elle devient héritées par des héritiers multiples, tenant chacun une fraction de l'office. L'un des titulaires, choisi par rotation, exerce les fonctions en tant qu'adjoint. Celle de lord grand connétable était originairement occupée par les comtes d'Hereford, mais lorsque l'un des comtes est condamné à la mort civile puis exécuté en 1521, l'office est rendu à la Couronne, pour n'être réinstauré que les jours de couronnement. La dernière fonction héréditaire est celle de comte-maréchal, tenu par les ducs de Norfolk. Au cours des nombreuses périodes au cours desquelles les ducs sont nommés, la fonction est attribuée à d'autres.
Certaines fonctions sont soumises à la décision d'une commission : ainsi, plusieurs commissaires nomment collectivement les porteurs du titre. La fonction de lord grand trésorier est décidée par une commission depuis 1714 : le premier lord du Trésor est le Premier ministre, le second lord du Trésor est le chancelier de l'Échiquier et les autres lords commissaires du Trésor sont les whips du gouvernement. Celle du lord grand amiral est pendant de nombreuses années décidée par une commission, mais maintenant occupée par le souverain en exercice ou son conjoint depuis 2011.
Les autres grands officiers – lord chancelier, lord président et lord du sceau privé – sont nommés par la Couronne sur proposition du Premier ministre. Les postes du lord président et lord du sceau privé sont par le passé habituellement associés respectivement avec les postes de leader de la Chambre des communes et de leader de la Chambre des lords, mais depuis 2003, les postes sont inversés.
Les grands officiers ont divers devoirs. Le lord grand intendant est originairement détenteur d'un pouvoir politique significatif, mais la fonction devient peu à peu honorifique, à l'instar des fonctions de lord grand chambellan et de comte-maréchal. Les lord grand trésorier, lord grand connétable et lord grand amiral sont initialement responsables respectivement des affaires monétaires, militaires et navales. Le lord président du Conseil préside le Conseil privé. La fonction de lord du sceau privé est une sinécure, alors qu'il est techniquement le gardien du sceau privé. Le lord chancelier est le plus important des grands officiers actuels : il est le ministre du cabinet responsable du ministère de la Justice, résultant de la fusion du département du lord chancelier (Lord Chancellor's Department) et du département des Affaires constitutionnelles (Department for Constitutional Affairs), ainsi qu'anciennement gardien du Grand sceau. Le monarque ou son conjoint assument le titre de lord grand amiral depuis 1964, lorsque l'Amirauté est incorporée au ministère de la Défense.
Le House of Lords Act 1999 supprime le droit d'hérédité automatique des pairs à siéger à la Chambre des lords, à l'exception du lord grand chambellan et du comte-maréchal, qui peuvent continuer à exercer leurs fonctions honorifiques à la Chambre des lords.

## Écosse
Le terme « officier d'État » est parfois utilisé approximativement pour désigner toute grande fonction de la Couronne. Un certain nombre de fonctions furent abrogées par l'Acte d'Union de 1707. En Écosse, on dénombre sept Officiers d'État (Officers of State), six Officiers de la Couronne (Officers of the Crown) et huit Grands Officiers de la Maison Royale (Great Officers of the Royal Household).

### Grands Officiers de l'Écosse

#### Officiers d'État
| Préséance | Titre                                                                              | Occupant au 21 octobre 2019                          | Observations |
| --------- | ---------------------------------------------------------------------------------- | ---------------------------------------------------- | --- |
| 1         | Gardien du Grand sceau de l'Écosse (Keeper of the Great Seal of Scotland)          | John Swinney Occupé par le Premier ministre d'Écosse | Gardien du Grand sceau de l'Écosse (Great Seal of Scotland)                                                       |
| 2         | Gardien du Sceau privé de l'Écosse (Keeper of the Privy Seal of Scotland)          | (vacant depuis 1922)                                 | Gardien du Sceau privé de l'Écosse (Privy Seal of Scotland)                                                       |
| 3         | Lord Secrétaire du Registre (Lord Clerk Register)                                  | Lady Elish Angiolini                                 | Principal Secrétaire du Royaume                                                                                   |
| 4         | Lord Avocat (Lord Advocate)                                                        | Dorothy Bain (en)                                    | Chef des Officiers de Justice de la Couronne en Écosse                                                            |
| 5         | Lord Secrétaire de la Justice (Lord Justice Clerk)                                 | John Beckett, Lord Beckett (en)                      | Second plus important juge d'Écosse après le Lord Président de la cour de session (en).                           |
| 6         | Lord Président de la cour de session (en) (Lord President of the Court of Session) | Paul Cullen, Lord Pentland (en)                      | Juge président du Collège de la Justice (College of Justice) et de la Cour de Session (Écosse) (Court of Session) |
| 7         | Lord Lyon Roi d'Armes (Lord Lyon King of Arms)                                     | Joseph Morrow (en)                                   | Réglemente l'héraldique en Écosse.                                                                                |

#### Officiers de la Couronne
| Préséance | Titre                                                            | Occupant actuel            | Observations |
| --------- | ---------------------------------------------------------------- | -------------------------- | --- |
| 1         | Grand Chambellan (Great Chamberlain)                             | (vacant depuis 1711)       | Juge des crimes commis par les citoyens. |
| 2         | Lord Grand Connétable d'Écosse (Lord High Constable of Scotland) | Merlin Hay, comte d’Erroll | Officier suprême de l'Armée écossaise, après le Roi et président de la Cour martiale écossaise (High Court of Constabulary). Charge héréditaire détenu par les comtes d’Erroll. |